# Idol 2009
Idol 2009 var TV-programmet Idols sjätte säsong i Sverige och visades liksom tidigare år på TV4. För andra året i rad bestod juryn av Anders Bagge, Laila Bagge och Andreas Carlsson. Dock blev Anders Bagge tvungen att avstå medverkan i två fredagsfinaler på grund av sjukdom och man tvingades då plocka in tillfälliga ersättare. Finalen hölls den 11 december 2009 och stod mellan Erik Grönwall och Calle Kristiansson. Slutgiltig vinnare blev Erik Grönwall.
Efter finalen av Idol 2008 sa idolproducenterna i ett videoklipp på TV4:s hemsida att "Idol 2009 blir större än någonsin!" och då bekräftade de samtidigt att Idol skulle återkomma även detta år. Den 18 mars offentliggjorde TV4 tid och plats för säsongens auditionturné. TV-sändningarna startade den 8 september 2009.
Som tidigare år hölls en auditionturné och städerna som besöktes var (i ordning) Göteborg, Gävle, Malmö, Stockholm och Umeå. Runt 11 000 personer sökte till denna säsong, vilket var nytt rekord. Liksom år 2007 och 2008 var Peter Jihde programledare. 
I varje stad under auditionturnén uppträdde forna Idolfinalister för de sökande. I Stockholm var det Kevin Borg och Johan Palm (från Idol 2008), i Göteborg var det Erik Segerstedt (från Idol 2006), i Malmö var det Sibel Redzep (från Idol 2005), i Gävle var det Alice Svensson (från Idol 2008) och i Umeå var det Daniel Lindström (från Idol 2004).
Återigen sändes ett eftersnacksprogram, kallat "Idol: Eftersnack" i TV400 direkt efter utröstningen i veckofinalerna. Precis som föregående år var det Katrin Zytomierska och Peter Jihde som ledde programmet.
När 2009 års final var slut meddelade Peter Jihde, precis innan eftertexterna, att Idol återkommer till 2010.

## Förändringar/nyheter
- Kvartsfinalen och semifinalen av Idol 2009 sändes från Malmö respektive Göteborg, medan finalen för tredje gången sändes från Globen i Stockholm.
- Anders Bagge var detta år ute på en egen särskild auditionturné för att hitta nya talanger till Idol.[7]
- Vinjetten som visades i början av varje Idolavsnitt samt före och efter varje reklampaus hade detta år blivit uppdaterad. I finalavsnittet hade närbilderna på de två anonyma ansikten som visas i den nya vinjetten ersatts med finalisternas.
- De två deltagare i veckofinalerna som fick minst antal röster fick detta året sjunga om sina låtar en andra gång. Deras tidigare röster nollställdes och en ny röstningsomgång påbörjades. Den av de två som fick minst antal röster då, tvingades sedan lämna tävlingen.
- Vinnaren fick denna säsongen spela in två skivor, en med låtar från dennes tid i Idol och en med nyskrivet material.[8]

## Kuriosa
- Den 15 oktober meddelades det att deltagaren Erika Selin hade fått med en låt i Melodifestivalen 2010, efter att hon sjungit på demon till låten "Run". En eventuell medverkan i festivalen skulle dock inte ha stört hennes medverkan i Idol[9][10]. Erika meddelade senare på sin blogg att hon inte skulle delta i Melodifestivalen 2010[11], utan det blev istället gruppen Timoteij som fick sjunga låten (som också ändrade titel till "Kom".)
- Under kvalveckan och fredagsfinalerna uttryckte Peter Jidhe gång på gång att "Idol är Sveriges största musiktävling", något som retade upp Christer Björkman. Händelsen togs upp i Aftonbladet[12] i början av oktober.
- Nicklas Hocker, som deltog detta år, hittades död under september 2012.[13]

## Jury
- Anders Bagge
- Laila Bagge
- Andreas Carlsson

## Utröstningsschema
Följande tabell är helt eller delvis översatt från Engelska Wikipedia.
| Stadium: | Stadium:            | Kvalveckan | Kvalveckan | Kvalveckan | Kvalveckan | Kvalveckan | Kvalveckan | Veckofinalerna | Veckofinalerna | Veckofinalerna | Veckofinalerna | Veckofinalerna | Veckofinalerna | Veckofinalerna | Veckofinalerna | Veckofinalerna | Veckofinalerna |          |          |          |
| Datum:   | Datum:              | 28/9       | 29/9       | 30/9       | 1/10       | 2/10       | 2/10       | 9/10           | 16/10          | 23/10          | 30/10          | 6/11           | 13/11          | 20/11          | 27/11          | 4/12           | 11/12          |          |          |          |
| Plats    | Tävlande            | Resultat   | Resultat   | Resultat   | Resultat   | Resultat   | Resultat   | Resultat       | Resultat       | Resultat       | Resultat       | Resultat       | Resultat       | Resultat       | Resultat       | Resultat       | Resultat       | Resultat | Resultat | Resultat |
| 1        | Erik Grönwall       |            |            |            |            |            |            |                |                |                |                |                |                | 4:a            |                | 2:a            | Vinnare        |          |          |          |
| 2        | Calle Kristiansson  |            |            |            |            |            |            |                |                |                |                |                |                |                | 3:a            |                | Tvåa           |          |          |          |
| 3        | Tove Östman-Styrke  |            |            |            |            |            |            |                |                |                |                |                |                |                |                | Utröst.        |                |          |          |          |
| 4        | Mariette Hansson    |            |            |            |            |            |            |                |                |                |                | 6:a            |                |                | Utröst.        |                |                |          |          |          |
| 5        | Reza Ningtyas Lindh |            |            |            | 3:a        | WC 1       |            |                |                |                |                |                | 5:a            | Utröst.        |                |                |                |          |          |          |
| 6        | Eddie Razaz         | 3:a        |            |            |            | WC 3       | 11:a       | 10:a           |                | 8:a            | 7:a            |                | Utröst.        |                |                |                |                |          |          |          |
| 7        | Rabih Jaber         |            |            |            |            |            |            |                |                |                |                | Utröst.        |                |                |                |                |                |          |          |          |
| 8        | Erika Selin         |            |            |            |            |            |            |                |                |                | Utröst.        |                |                |                |                |                |                |          |          |          |
| 9        | Nicklas Hocker      | 3:a        |            |            |            | WC 2       |            |                | 9:a            | Utröst.        |                |                |                |                |                |                |                |          |          |          |
| 10       | Camilla Håkansson   |            |            |            | 3:a        | WC 4       |            |                | Utröst.        |                |                |                |                |                |                |                |                |          |          |          |
| 11       | Karolina Brånsgård  |            |            |            |            |            |            | Utröst.        |                |                |                |                |                |                |                |                |                |          |          |          |
| 12       | Jon Sindenius       |            |            |            |            |            | Utröst.    |                |                |                |                |                |                |                |                |                |                |          |          |          |
| Semi     | Nicole Walles       |            |            |            | 3:a        | Utröst.    |            |                |                |                |                |                |                |                |                |                |                |          |          |          |
| Semi     | Carl Chapal         |            |            | 3:a        |            | Utröst.    |            |                |                |                |                |                |                |                |                |                |                |          |          |          |
| Semi     | Patrik Öhlund       |            |            | 3:a        |            | Utröst.    |            |                |                |                |                |                |                |                |                |                |                |          |          |          |
| Semi     | Rasmus Ingdahl      |            |            | 3:a        |            | Utröst.    |            |                |                |                |                |                |                |                |                |                |                |          |          |          |
| Semi     | Clara Hagman        |            | 3:a        |            |            | Utröst.    |            |                |                |                |                |                |                |                |                |                |                |          |          |          |
| Semi     | Moa Carlebecker     |            | 3:a        |            |            | Utröst.    |            |                |                |                |                |                |                |                |                |                |                |          |          |          |
| Semi     | Sabina Täck         |            | 3:a        |            |            | Utröst.    |            |                |                |                |                |                |                |                |                |                |                |          |          |          |
| Semi     | Andreas Johansson   | 3:a        |            |            |            | Utröst.    |            |                |                |                |                |                |                |                |                |                |                |          |          |          |

| Kvinnor | Män | Top 12 | Top 20 | Utröstade | Säker/går vidare | Wildcards | Framträdde ej |

## Topp 20 till kvalet
Personerna nedan var de som slutligen blev utvalda av juryn att gå vidare från slutaudition till kvalveckan. De som är i fetstil är de 11 som tittarna och juryn har röstat vidare till veckofinalerna.
- Andréas Johansson, 19, Piteå
- Calle Kristiansson, 21, Kristianstad
- Camilla Håkansson, 21, Kalix
- Carl Chapal, 29, Göteborg
- Clara Hagman, 18, Gävle
- Eddie Razaz, 20, Stockholm
- Erik Grönwall, 21, Stockholm
- Erika Selin, 18, Dorotea
- Jon Sindenius, 21, Västerås
- Karolina Brånsgård, 25, Örebro
- Mariette Hansson, 26, Halmstad
- Moa Carlebecker Forssell, 20, Växjö
- Nicklas Hocker, 17, Onsala
- Nicolle Walles, 17, Stockholm
- Patrik Öhlund, 37, Piteå
- Rabih Jaber, 22, Lycksele
- Rasmus Ingdahl, 21, Stockholm
- Reza Ningtyas Lindh, 28, Lund
- Sabina Täck, 19, Lessebo
- Tove Östman Styrke, 16, Umeå

Inför kvalet fick tittarna bestämma om Calle Kristiansson eller Piotr Pawel Pospiech skulle gå vidare till kvalveckan. Tittarna valde Calle Kristiansson.

## Kvalveckan
20 deltagare återstod efter slutaudition i Stockholm. Dessa har blev sedan indelade i två kill- och tjejgrupper. När kvalveckan var slut hade 11 av de 20 blivit fredagsfinalister och tävlade därmed om titeln "Idol 2009". De som är i fetstil är de som tittarna har röstat fram till kvalfinalen. Samtliga avsnitt nedan sändes kl. 20:00. De tävlande är listade i den ordningen som de framträdde under respektive kväll.

### Kvalprogram 1
Sändes den 28 september 2009. De två som fick flest röster gick direkt till kvalfinalen
1. Calle Kristiansson, 21 år, Kristianstad - Highway to Hell (AC/DC)
2. Nicklas Hocker, 17 år, Onsala - Blood Is Thicker Than Water (Black Label Society)
3. Andréas Johansson, 19 år, Piteå - Hurtful (Erik Hassle)
4. Eddie Razaz, 20 år, Stockholm - Man In the Mirror (Michael Jackson)
5. Jon Sindenius, 21 år, Västerås - Mama I'm Coming Home (Ozzy Osbourne)

### Kvalprogram 2
Sändes den 29 september 2009. De två som fick flest röster gick direkt till kvalfinalen
1. Sabina Täck, 19 år, Lessebo - Ain't No Other Man (Christina Aguilera)
2. Moa Carlebecker Forssell, 20 år, Växjö - The Story (Brandi Carlile)
3. Clara Hagman, 18 år, Gävle - Release me (Oh Laura)
4. Mariette Hansson, 26 år, Halmstad - Dear Mr President (Pink)
5. Erika Selin, 18 år, Dorotea - Bless the Broken Road (Rascal Flatts)

### Kvalprogram 3
Sändes den 30 september 2009. De två som fick flest röster gick direkt till kvalfinalen
1. Patrik Öhlund, 37 år, Piteå - With or Without You (U2)
2. Rasmus Ingdahl, 21 år, Stockholm - I'm Yours (Jason Mraz)
3. Carl Chapal, 29 år, Göteborg - Keep This Fire Burning (Robyn)
4. Rabih Jaber, 22 år, Lycksele - With You (Chris Brown)
5. Erik Grönwall, 21 år, Stockholm - Is It True? (Yohanna)

### Kvalprogram 4
Sändes den 1 oktober 2009. De två som fick flest röster gick direkt till kvalfinalen
1. Nicolle Walles, 17 år, Stockholm - The Best (Tina Turner)
2. Reza Ningtyas Lindh, 28 år, Lund - Listen (Beyoncé)
3. Camilla Håkansson, 21 år, Kalix - My Heart Will Go On (Céline Dion)
4. Karolina Brånsgård, 25 år, Örebro - It's a Man's World (James Brown)
5. Tove Östman Styrke, 16 år, Umeå - All These Things I've Done (The Killers)

### Kvalfinalen
Sändes den 2 oktober 2009. I det sista kvalprogrammet tävlade tolv personer om fredagsfinalens elva platser. Tittarna hade under kvalveckan röstat fram åtta personer, och juryn valde därefter fyra wildcards av de tolv utröstade tävlande att delta i kvalfinalen. Personen i fetstil är den som fick lämna tävlingen.
1. Erik Grönwall, 21 år, Stockholm - Beat It (Michael Jackson)
2. Erika Selin, 18 år, Dorotea - Show Me Heaven (Maria McKee)
3. Reza Ningtyas Lindh, 28 år, Lund - Son of a Preacher Man (Dusty Springfield)
4. Calle Kristiansson, 21 år, Kristianstad - Here I Go Again (Whitesnake)
5. Nicklas Hocker, 17 år, Onsala - Oh Pretty Woman (Gary Moore)
6. Tove Östman Styrke, 16 år, Umeå - Life on Mars (David Bowie)
7. Jon Sindenius, 21 år, Västerås - Don't Look Back In Anger (Oasis)
8. Eddie Razaz, 20 år, Stockholm - Hurtful (Erik Hassle)
9. Karolina Brånsgård, 25 år, Örebro - Fever (Peggy Lee, Little Willie John)
10. Rabih Jaber, 22 år, Lycksele - Stand by Me (Ben E. King)
11. Mariette Hansson, 26 år, Halmstad - Sweet Child o' Mine (Guns N' Roses)
12. Camilla Håkansson, 21 år, Kalix - Hallelujah (Leonard Cohen)

#### Juryns wildcards till kvalfinalen
- Reza Ningtyas Lindh
- Nicklas Hocker
- Eddie Razaz
- Camilla Håkansson

## Veckofinalerna
Elva personer kom att tävla under nio fredagar under hösten 2009, fram till den stora finalen i Globen, som hölls den 11 december 2009.

### Vecka 1: Club Idol
Sändes den 9 oktober 2009 från Idol-studion i Stockholm. Idol 2004-deltagaren Darin inledde programmet med att sjunga sin cover av Coldplays hitlåt Viva La Vida från 2008.
1. Nicklas Hocker - Get the party started (Pink)
2. Rabih Jaber - When Love Takes Over (David Guetta)
3. Karolina Brånsgård - Just Dance (Lady Gaga)
4. Erika Selin - About You Now (Sugababes)
5. Calle Kristiansson - Destiny Calling (Melody Club)
6. Reza Ningtyas Lindh - Superstar (Jamelia)
7. Erik Grönwall - Leave a Light On (Belinda Carlisle)
8. Camilla Håkansson - All Night Long (Lionel Richie)
9. Eddie Razaz - Release Me (Agnes)
10. Mariette Hansson - When Tomorrow Comes (Eurythmics)
11. Tove Östman Styrke - Hot 'n' Cold (Katy Perry)

#### Utröstningen
Listar veckovis de 2 deltagare som erhöll minst antal tittarröster och fick sjunga en andra gång.

Den av dessa två som är markerad med mörkgrå färg är den som efter detta moment tvingats lämna tävlingen.
| Lägst antal tittarröster |             |
| Karolina Brånsgård       | Eddie Razaz |

### Vecka 2:Michael Jackson
Sändes den 16 oktober 2009 från Idol-studion i Stockholm.
American Idol-vinnare Jordin Sparks och Idol 2008-vinnaren Kevin Borg inledde programmet genom att tillsammans sjunga hennes och Chris Browns låt No Air från 2008. Idolerna sjöng även gemensamt We Are The World av USA for Africa i slutet av programmet och i utröstningsprogrammet sjöng Jordin Sparks sin nya låt S.O.S. (Let the Music Play).
1. Calle Kristiansson - Bad (Michael Jackson)
2. Camilla Håkansson - Human Nature (Michael Jackson)
3. Reza Ningtyas Lindh - The Way You Make Me Feel (Michael Jackson)
4. Mariette Hansson - I Want You Back (Jackson 5)
5. Eddie Razaz - They Don't Care About Us (Michael Jackson)
6. Tove Östman Styrke - Will You Be There (Michael Jackson)
7. Nicklas Hocker - Black or White (Michael Jackson)
8. Rabih Jaber - You Are Not Alone (Michael Jackson)
9. Erika Selin - Beat It (Michael Jackson)
10. Erik Grönwall - Thriller (Michael Jackson)

#### Utröstningen
Listar veckovis de 2 deltagare som erhöll minst antal tittarröster och fick sjunga en andra gång.

Den av dessa två som är markerad med mörkgrå färg är den som efter detta moment tvingats lämna tävlingen.
| Lägst antal tittarröster |                |
| Camilla Håkansson        | Nicklas Hocker |

### Vecka 3: Rock
Sändes den 23 oktober 2009 från Idol-studion i Stockholm. Säsongens första gästdomare var Joey Tempest från rockgruppen Europe.
1. Erik Grönwall - Why Can't This Be Love (Van Halen)
2. Eddie Razaz - Beautiful Day (U2)
3. Erika Selin - Here Without You (3 Doors Down)
4. Mariette Hansson - I'm Just a Girl (No Doubt)
5. Rabih Jaber - Driving One Of Your Cars (Lisa Miskovsky)
6. Tove Östman Styrke - We're Not Living In America (The Sounds)
7. Nicklas Hocker - Black Hole Sun (Soundgarden)
8. Reza Ningtyas Lindh - Don't Stop Me Now (Queen)
9. Calle Kristiansson - Are You Gonna Go My Way (Lenny Kravitz)

#### Utröstningen
Listar veckovis de 2 deltagare som erhöll minst antal tittarröster och fick sjunga en andra gång.

Den av dessa två som är markerad med mörkgrå färg är den som efter detta moment tvingats lämna tävlingen.
| Lägst antal tittarröster |             |
| Nicklas Hocker           | Eddie Razaz |

### Vecka 4: Las Vegas
Sändes den 30 oktober 2009 från Idol-studion i Stockholm. Tillsammans inledde idolerna programmet genom att sjunga The Lady Is a Tramp och Suspicious Minds. Jurymedlemmen Andreas Carlsson sjöng även Katy Perrys låt Waking Up in Vegas från 2009 som han själv har varit med och skrivit och slutligen så dansade Laila Bagge tillsammans med sin danspartner Tobias Wallin från Let's Dance 2009.
1. Tove Östman Styrke - Mack the Knife (Bobby Darin)
2. Calle Kristiansson - It's Not Unusual (Tom Jones)
3. Reza Ningtyas Lindh - New York, New York (Liza Minnelli)
4. Eddie Razaz - Can't Take My Eyes off You (Frankie Valli)
5. Erika Selin - Sway (sång av Norman Gimbel) (Perez Prado & Rosemary Clooney)
6. Erik Grönwall - You Don't Have to Say You Love Me (Dusty Springfield)
7. Mariette Hansson - You to Me Are Everything (The Real Thing)
8. Rabih Jaber - That's Amore (Dean Martin)

#### Utröstningen
Listar veckovis de 2 deltagare som erhöll minst antal tittarröster och fick sjunga en andra gång.

Den av dessa två som är markerad med mörkgrå färg är den som efter detta moment tvingats lämna tävlingen.
| Lägst antal tittarröster |             |
| Erika Selin              | Eddie Razaz |

### Vecka 5: Världens bästa låt
Sändes den 6 november 2009 från Idol-studion i Stockholm. Idolerna fick själv välja vilken låt de skulle sjunga, eller kort och gott de fick välja världens bästa låt. Idolerna sjöng även gemensamt låten You're the Inspiration av gruppen Chicago i slutet av programmet, Anders Bagge var också med och sjöng några toner i slutet av låten.
1. Rabih Jaber - All My Life (K Ci and Jojo)
2. Mariette Hansson - Because the Night (Patti Smith)
3. Reza Ningtyas Lindh - Summertime (Fantasia Barrino)
4. Calle Kristiansson - With a Little Help from My Friends (The Beatles, Joe Cocker)
5. Tove Östman Styrke - In the Ghetto (Elvis Presley)
6. Eddie Razaz - If You're Not the One (Daniel Bedingfield)
7. Erik Grönwall - The Show Must Go On (Queen)

#### Utröstningen
Listar veckovis de 2 deltagare som erhöll minst antal tittarröster och fick sjunga en andra gång.

Den av dessa två som är markerad med mörkgrå färg är den som efter detta moment tvingats lämna tävlingen.
| Lägst antal tittarröster |                  |
| Rabih Jaber              | Mariette Hansson |

### Vecka 6: Topplistan
Sändes den 13 november 2009 från Idol-studion i Stockholm. På grund av sjukdom ersattes jurymedlemmen Anders Bagge denna vecka av Ace of Base-medlemmen Ulf Ekberg.
Låt 1:
1. Erik Grönwall - Bodies (Robbie Williams)
2. Eddie Razaz - Curly Sue (Takida)
3. Reza Ningtyas Lindh - Halo (Beyoncé)
4. Calle Kristiansson - Bad Day (Daniel Powter)
5. Tove Östman Styrke - I Wish I Was A Punkrocker (Sandi Thom)
6. Mariette Hansson - Bleeding Love (Leona Lewis)

Låt 2, duetter:
1. Reza Ningtyas Lindh feat. Eddie Razaz - If Only You (Danny Saucedo feat. Therese)
2. Mariette Hansson feat. Calle Kristiansson - Someone New (Eskobar & Heather Nova)
3. Tove Östman Styrke feat. Erik Grönwall - Kids (Kylie Minogue & Robbie Williams)

#### Utröstningen
Listar veckovis de 2 deltagare som erhöll minst antal tittarröster och fick sjunga en andra gång.

Den av dessa två som är markerad med mörkgrå färg är den som efter detta moment tvingats lämna tävlingen.
| Lägst antal tittarröster |                     |
| Eddie Razaz              | Reza Ningtyas Lindh |

### Vecka 7: Kärlek
Sändes den 20 november 2009 från Idol-studion i Stockholm (sista sändningen från den studion). Även denna vecka fick Anders Bagge ersättas, dock inte av Ulf Ekberg utan ersättaren denna vecka var istället Martin Stenmarck. I utröstningsprogrammet berättade Peter Jidhe att runt 500 000 röster hade inkommit i duellen mellan Erik Grönwall och Reza Ningtyas Lindh.

Låt 1:
1. Tove Östman Styrke - Sweet Dreams (Eurythmics) (till fansen)
2. Calle Kristiansson - Your Song (Elton John) (till en eller flera anhöriga)
3. Erik Grönwall - My Life Would Suck Without You (Kelly Clarkson) (till fansen)
4. Reza Ningtyas Lindh - You've Got a Friend (Carole King) (till fansen)
5. Mariette Hansson - Ängeln i rummet (Eva Dahlgren) (till en eller flera anhöriga)

Låt 2:
1. Tove Östman Styrke - Himlen är oskyldigt blå (Ted Gärdestad) (till en eller flera anhöriga)
2. Calle Kristiansson - To Be with You (Mr. Big) (till fansen)
3. Erik Grönwall - Always (Bon Jovi) (till en eller flera anhöriga)
4. Reza Ningtyas Lindh - When I Need You (Leo Sayer, Céline Dion) (till en eller flera anhöriga)
5. Mariette Hansson - Good Riddance (Time of Your Life) (Green Day) (till fansen)

#### Utröstningen
Nedan följer de två deltagare som denna vecka fick minst antal röster och därmed tvingades sjunga en andra gång. Båda valde här att sjunga sin andra låt, alltså sin hyllningslåt till en eller flera anhöriga.

Den av dessa två som är markerad med mörkgrå färg är den som efter detta moment tvingats lämna tävlingen.
| Lägst antal tittarröster |               |
| Reza Ningtyas Lindh      | Erik Grönwall |

### Vecka 8: Arena
Sändes den 27 november 2009 från Malmö Arena i Malmö (första direktsändningen som inte skedde från Stockholm). Idolerna inledde med att gemensamt sjunga Let Me Entertain You av Robbie Williams.
Låt 1:
1. Calle Kristiansson - Hungry Heart (Bruce Springsteen)
2. Mariette Hansson - Land of Confusion (Genesis)
3. Tove Östman Styrke - Pride (In the Name of Love) (U2)
4. Erik Grönwall - Shout It Out Loud (Kiss)

Låt 2:
1. Calle Kristiansson - Jumpin' Jack Flash (The Rolling Stones)
2. Mariette Hansson - You're the Storm (The Cardigans)
3. Tove Östman Styrke - Since You Been Gone (Russ Ballard, Head East, Rainbow)
4. Erik Grönwall - Hey Jude (The Beatles)

#### Utröstningen
Listar veckovis de 2 deltagare som erhöll minst antal tittarröster och fick sjunga en andra gång. Båda valde här att sjunga sin första låt.

Den av dessa två som är markerad med mörkgrå färg är den som efter detta moment tvingats lämna tävlingen.
| Lägst antal tittarröster |                    |
| Mariette Hansson         | Calle Kristiansson |

### Vecka 9: Juryns val
Sändes den 4 december 2009 från Scandinavium i Göteborg (andra direktsändningen som inte skedde från Stockholm). Den irländska popgruppen Westlife uppträdde två gånger under kvällen. Ena gången sjöng de ett medley med några av sina gamla låtar däribland When You're Looking Like That och Flying Without Wings, andra gången sjöng de sin nyaste låt What About Now. Även den före detta Idol 2009-deltagaren Piotr Pawel Pospiech deltog då han fick en medalj av Jihde och sedan sjöng refrängen ur Westlife-låten.
Låt 1, låt som enligt juryn skall passa artisten:
1. Calle Kristiansson - Walking in Memphis (Marc Cohn)
2. Erik Grönwall - Heaven (Bryan Adams)
3. Tove Östman Styrke - Can't Get You out of My Head (Kylie Minogue)

Låt 2, låt som enligt juryn skall vara en utmaning för artisten:
1. Calle Kristiansson - Da ya think I'm sexy (Rod Stewart)
2. Erik Grönwall - Run to the Hills (Iron Maiden)
3. Tove Östman Styrke - The greatest love of all (Whitney Houston)

#### Utröstningen
Listar veckovis de 2 deltagare som erhöll minst antal tittarröster och fick sjunga en andra gång. Båda valde här att sjunga sin andra låt, alltså den låten som enligt juryn skulle vara en utmaning.

Den av dessa två som är markerad med mörkgrå färg är den som efter detta moment tvingats lämna tävlingen.
| Lägst antal tittarröster |               |
| Tove Östman Styrke       | Erik Grönwall |

### Vecka 10: Finalen
Finalen sändes den 11 december 2009 från Globen i Stockholm. Samtliga deltagare förutom Erik och Calle inledde programmet med att sjunga varsin låt som de uppträtt med under sin egen medverkan i programmet. Även Idol 2005-deltagaren Agnes Carlsson uppträdde under kvällen med sin låt Release Me. Vinnare blev till slut Erik Grönwall.
Låt 1, eget val:
1. Calle Kristiansson - Rock and roll (Led Zeppelin)
2. Erik Grönwall - The final countdown (Europe)

Låt 2, tittarnas val:
1. Calle Kristiansson - With a little help from my friends (Joe Cocker)
2. Erik Grönwall - The show must go on (Queen)

Låt 3, vinnarlåten:
1. Calle Kristiansson - Higher (Calle Kristiansson)
2. Erik Grönwall - Higher (Erik Grönwall)

Listar nedan den deltagare som erhöll flest antal tittarröster och därmed vann Idol 2009.
| Vinnaren      |
| Erik Grönwall |